# Hans Czettel
Hans Czettel (* 20. April 1923 in Wien; † 27. September 1980 in Ternitz) war ein österreichischer Politiker (SPÖ).

## Leben
Hans Czettel war wie sein Bruder Adolf Czettel Sohn eines Angestellten der Gemeinde Wien. Er begann die Lehre eines Schlossers. Er war Mitglied der Hitlerjugend, beantragte am 10. Mai 1941 die Aufnahme in die NSDAP und wurde zum 1. September desselben Jahres aufgenommen (Mitgliedsnummer 8.551.326). Im Jahr 1942 rückte er zur Wehrmacht ein, wo er den Dienstgrad des Leutnant erreichte. 1946 übersiedelte er nach Ternitz in Niederösterreich, wo er auch bei Schoeller-Bleckmann arbeitete. Politisch interessiert wurde er dort bald Betriebsrat der FSG. Bereits 1953 wurde er als damals jüngster Abgeordneter in den Nationalrat gewählt, wo er bis 1969 blieb. Dazwischen war er noch in den Jahren 1964 bis 1966 Innenminister als Nachfolger von Franz Olah, der abgesetzt wurde, im Kabinett Klaus I.
Von 1969 bis 1980 war er Landeshauptmannstellvertreter unter Andreas Maurer in Niederösterreich. Als dieser war er für die Gemeinden und den Naturschutz zuständig. In diese Zeit fiel die große Gemeindereform 1972, wodurch die Anzahl der Gemeinden in Niederösterreich von 1.281 -- von einigen kleinen Änderungen abgesehen -- auf die heutigen 573 reduziert wurde. 1967 kandidierte er in einer Kampfabstimmung gegen Bruno Kreisky um den Parteivorsitz, unterlag jedoch mit 19 zu 33 Stimmen. 

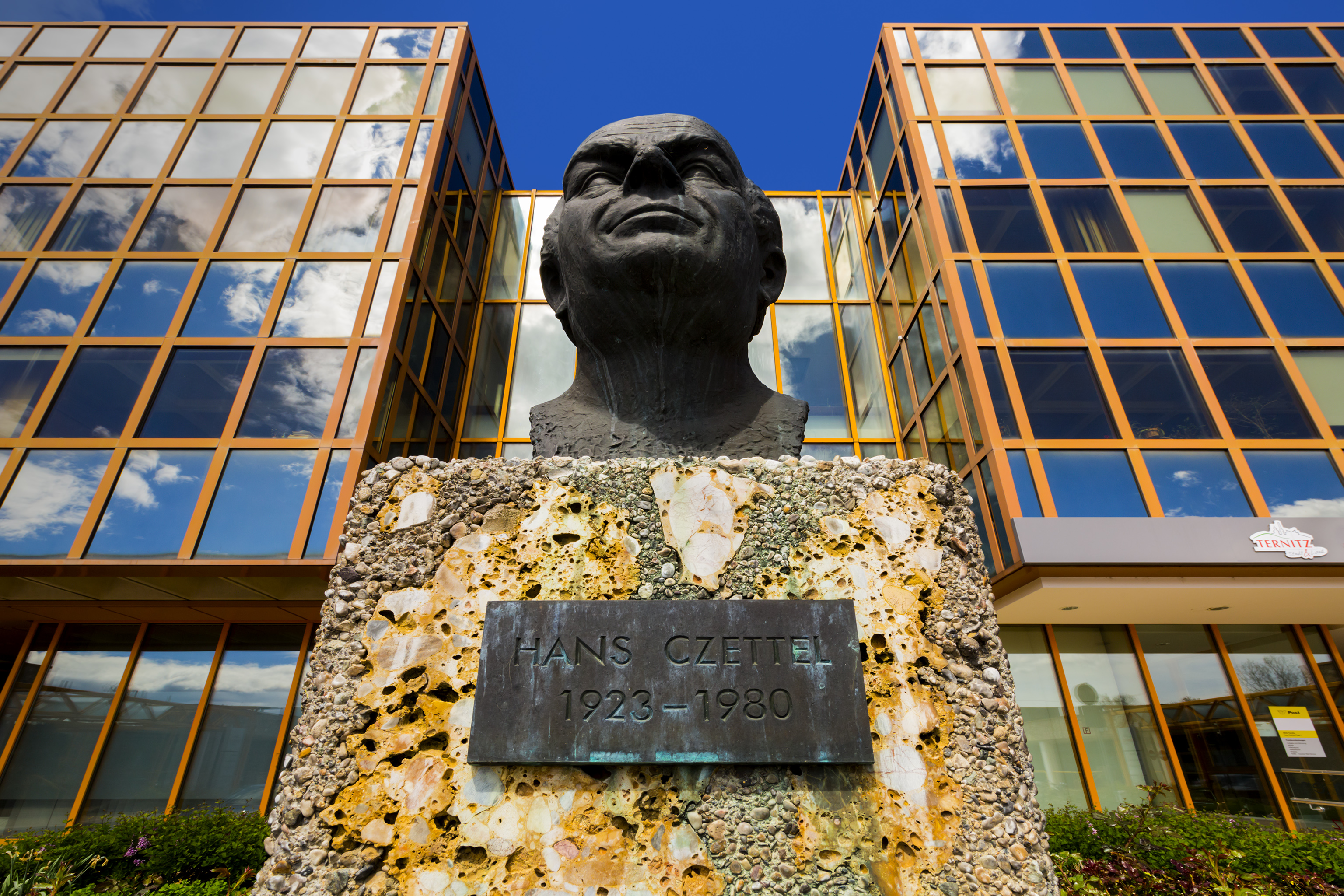
Büste von Hans Czettel in Ternitz

Nach ihm wurde die Wohnhausanlage Hans-Czettel-Hof in Kaltenleutgeben benannt, die 1980 am Gelände des ehemaligen Endbahnhofs der Kaltenleutgebner Bahn  errichtet wurde, und die er noch kurz vor seinem Tode eröffnet hatte.

## Auszeichnungen
- 1963: Großes Silbernes Ehrenzeichen für Verdienste um die Republik Österreich[4]
- 1975: Silberne Florianiplakette des Niederösterreichischen Landesfeuerwehrverbandes[5]
- 1976: Großes Silbernes Ehrenzeichen am Bande für Verdienste um die Republik Österreich[6]